# Tratado de Libourne
El Tratado de Libourne firmado en Libourne el 23 de septiembre de 1366 fue un tratado establecido entre Pedro I de Castilla, el Príncipe Negro y Carlos II de Navarra.

## Contexto histórico
En 1366, Enrique de Trastamara, medio hermano de Pedro I de Castilla y pretendiente al trono que ocupaba, invadió el reino de Castilla al frente de un ejército franco-castellano-aragonés, deponiendo a su medio hermano y haciéndose proclamar rey de Castilla. Enrique pudo contar con las tropas del Reino de Aragón, en guerra contra Castilla desde hace 10 años, y con las Grandes Compañías, dirigidas por Bertrand Du Guesclin siguiendo instrucciones del rey de Francia Carlos V.
Tras la batalla de Nájera, Pedro I buscó refugio en Gascuña y puso la vista en los enemigos naturales de su enemigo: el Príncipe de Gales, heredero del trono inglés en guerra con el Reino de Francia, y Carlos II, rey de Navarra, que exhibe sus pretensiones sobre la Corona de Francia.

## El tratado
El tratado, firmado en Libourne, estipulaba que tanto ingleses como navarros debeían proporcionar ayuda militar y financiera a Pedro I para recuperar su trono y en compensación recibir diversos territorios. Se suponía que el Príncipe Negro recibiría el señorío de Vizcaya, la ciudad de Castro-Urdiales y 550 000 florines de oro. Por su parte, Carlos II pretendía recibir el resto del territorio vasco así como un condado situado en la región de Burgos.
Para garantizar su parte del tratado, Pedro I el Cruel deja a sus tres hijas en residencia en Saint-Émilion y regala al Príncipe Negro un gran rubí (en realidad una espinela) que todavía adorna la corona imperial de los reyes de Inglaterra.

## Consecuencias
Tras la victoria de los Enrique y sus aliados en Nájera, el Príncipe de Gales se distancia de Pedro I, cuya cruel represión ejercida sobre sus enemigos le cuesta aceptar y el Príncipe Negro regresa a Guyena con las manos vacías.
Por su parte, Carlos II de Navarra, tras un tiempo de espera, consideró que había que aplicar el tratado. Por ello, en la primavera de 1368 envió sus tropas a tomar posesión de varias zonas de Guipúzcoa, Álava y La Rioja, en particular las localidades de Logroño (donde entró el 29 de mayo), Vitoria (presencia del rey el 5 de julio) y San Sebastián en el litoral.
Sin embargo, Enrique de Trastamara reanudó la lucha contra su hermano Pedro obteniendo una victoria definitiva en Montiel en marzo de 1369 que le aseguró el éxito de su usurpación. Una vez consolidado su poder, Enrique II se volvió contra Carlos II de Navarra. En 1373, finalmente debe devolver los territorios adquiridos en 1368 y aceptar una alianza matrimonial con el nuevo poder castellano (matrimonio del futuro Carlos III de Navarra con Leonor de Trastámara).